# Zanzibar (musicien)
Pour les articles homonymes, voir Zanzibar.
Zanzibar, de son vrai nom Théodore Epemeen (né en 1962 à Okala et décédé le 22 octobre 1988), est un musicien camerounais.

## Biographie

### Jeunesse et formation
Ayant perdu son père, il rejoint un de ses oncles à Yaoundé renonce à ses études et s'oriente vers une carrière musicale et s’initie vite à la guitare. Sous la pression de sa mère qui ne croit pas à sa carrière, il s’engage comme taxi avant d'y renoncer.

### Carrière
Zanzibar commence sa carrière dans les Danys Boys d'Okola qu'il va quitter pour rejoindre Mama ohanja et le groupe Confiance jazz comme choriste, percussionniste et deuxième guitariste. Il va par la suite travailler avec Les Supers volcans de la capitale et L'Ozima succès d'Ange Ebogo. Il fonde au début des années 1980 au Nigeria son groupe Le Zoubaki international avec lequel il formera l'ossature du groupe Les Têtes brulées, fondée par Jean-Marie Ahanda, avec lequel il a composé l'un des classiques de la musique Bikutsi la chanson éssingan.
Zanzibar décède à l'âge de 26 ans le 22 octobre 1988 au Cameroun après une tournée en France. La thèse du suicide, quoique privilégiée, ne serait cependant pas exempt d’incertitude,.

## Style musical
Il est considéré comme un acteur majeurs de la musique bikutsi. Il était à la fois chanteur, danseur et guitariste.